# David Cordingly
David Cordingly (Londra, 5 dicembre 1938) è uno storico inglese autore di vari libri sui pirati, ed è stato anche per diversi anni direttore delle mostre del National Maritime Museum di Greenwich.

## Opere
In inglese:
- Pirates: Fact & Fiction. (con John Falconer), 1992.
- Under the Black Flag: The Romance and Reality of Life Among the Pirates, 1996.
- Heroines and Harlots: Women at Sea in the Great Age of Sail, 2001.
- Billy Ruffian: The Bellerophon and the Downfall of Napoleon: The biography of a ship of the line, 1782–1836, 2004.
- Cochrane The Dauntless: The Life and Adventures of Thomas Cochrane, 1775-1860, 2008.
- Spanish Gold: Captain Woodes Rogers & the Pirates of the Caribbean, 2011.

In italiano:
- Storia della pirateria, Mondadori, Milano, 2003
- I pirati dei caraibi, storia e caduta dei signori del mare, Mondadori, Milano, 2011. ISBN 9788804628217